# Ramal A6 del Ferrocarril Belgrano
El Ramal A6 pertenecía al Ferrocarril General Belgrano, Argentina.

## Ubicación
Se hallaba en la provincia de Catamarca. Atraviesa los departamentos Capital, Valle Viejo y Paclín.

## Características
Era un ramal de la red de vía estrecha del Ferrocarril General Belgrano, cuya extensión es de 54,8 km entre las cabeceras Catamarca y Superí. Corría mayormente paralela a la Ruta Nacional 38.

## Historia
En 1909 el Ferrocarril Central Córdoba propone la construcción de este ramal, entre la capital catamarqueña y el sur de Tucumán. El ramal atravesaría la sierra de El Alto por un túnel de 19.866 m que uniría los valles de Paclín con el de Alijilán.
La primera parte del proyecto se construyó entre 1912 y 1924, entre Catamarca y Superí. Desde 1943 se construyó una serie de túneles a través de las sierras, con la intención de unir este ramal con el Ramal CC14 del lado tucumano, hecho que nunca fue concretado en su totalidad.
A 2013 se encuentra levantado y abandonado.